# 秋葉原冥途戰爭
《秋葉原冥途戰爭》是由Cygames與P.A.WORKS聯手製作的原創日本電視動畫作品，2022年10月6日至12月22日播出。

## 故事概要
1999年的日本秋葉原，各式各样的女仆咖啡厅林立在大街小巷。但她们的可爱甜美的外表下却有着如同黑社会般激烈的业界斗争，非法活动和暴力事件不时发生。怀揣成为女仆梦想的少女和平奈古美来到当地的「盡豬盡美」咖啡厅工作，也因此被卷入这场萌之战争中。

## 登场角色
和平奈古美，另譯：和平和美（聲：近藤玲奈）
17歲，生日為4月2日。怀着成为可爱女仆的梦想来到秋叶原的少女，做事有点笨手笨脚。可是後來見識到女僕們血腥暴力的黑暗面後，令她幻想破滅，決定離開秋葉原，但被嵐子鎖在房子裏跟她同住後，知道自己是沒辦法逃離這裏，只好繼續當女僕。
在十二集在決戰中被凪射中腰部，但還是在舞台上持續賣力表演，因直到表演最後仍貫徹女僕的精神激怒凪，對奈古美又連續開了數槍，生死未卜，在片尾結束後，時間來到2018年的秋葉原，以前「盡豬盡美」的客人來到「新盡豬盡美」，從對話中得知是來見以前熟識的女僕，接著是坐著輪椅，身著女僕裝的奈古美俐落出場（此時36歲，跟嵐子當年一樣的歲數），瀏海戴著當時嵐子送的髮夾，歡迎客人前來。
萬年嵐子（聲：佐藤利奈）
35岁，第5集生日後36歲。1985年時已在“侍女茶館”中當女僕，但店長美千代慘被競爭對手殺害，爲了報仇就在秋葉原大開殺戒因而入獄，15年刑期届滿出獄後加入“盡豬盡美”咖啡廳重新担当女仆。作为女仆却不苟言笑，表情严肃，枪法和格斗术了得。
在十一集結尾與奈古美一同在攤販逛街時，正要挑選髮式送給奈古美時，被第一集滅團的「剪剪手月兔」倖存的粉頭馬尾女僕（當初被迫切下一邊的馬尾）從背後暗殺，最後因失血過多在奈古美懷中嚥下最後一口氣死去。
夢千，另譯：結夢親（聲：田中美海）
双马尾女仆，作为店铺的头牌，营业时总能保持甜美的笑容，但实际上是十分毒舌，擅长察言观色。真名叫柊结梦。
尾尾（聲：黑澤朋世）
辣妹型女仆，就算遇到險境都不會動搖的順其自然性格。真名叫後藤志乃。
卓婭（聲：Jenya）
俄羅斯西伯利亞人，從小被家中禁止接觸有關可愛的事物，接受嚴酷的軍事訓練成爲軍人，某天在電視上看到日本女僕可愛的模樣，決定到日本秋葉原成為女僕，過程中因爲不懂展露笑容而被奧客說不適合做女僕，進而轉入平伊達乃的旗下打地下拳擊賽，被萬年嵐子打敗後，決定加入「盡豬盡美」，成為店裡第五位女僕。
店長（聲：高垣彩陽）
「盡豬盡美」的經營者，真名叫八重樫靖子。
天生的纠纷制造者，為了交完紅包和經營盡豬盡美會想出各種各樣的辦法，总是被卷入事件并且成事不足敗事有餘的废柴人。
御徒町（聲：平野绫）
「盡豬盡美」的熊貓吉祥物。真實身分是15年前暗殺仕女茶館店長的兇手女僕。和奈古美一樣，曾懷著成為可愛女僕的夢想來到秋葉原，卻與嵐子一樣愛上了末廣。所以接受末廣的請託，開槍殺死仕女茶館的店長，卻差點被末廣滅口；為了逃避現實，選擇穿上熊貓玩偶服，並被店長招攬成為「盡豬盡美」的吉祥物。
收債人（聲：内山昂輝）
野獸樂園集團的二把手，典型御宅族打扮的男人。專門為集團收取旗下的女僕咖啡店每個月的指定收入（紅包）和向各店傳遞集團下達的指令。由於盡豬盡美經常交不起紅包，所以他就介紹她們去做一些髒活，如對競爭對手宣戰或打地下拳賽等來賺取額外收入（但最後都是失敗收場）。而且他非常看不起位於集團最底層的盡豬盡美的女僕，對高級的女僕如閃閃獅的就百般諂媚。最後他因爲在萌神節裡未能阻止盡豬盡美以下犯上令秋葉原的生態秩序被打破，被憤怒的凪槍斃而亡。
涅蘆拉（聲：石見舞菜香）
女僕星人集團所屬的侵略咖啡廳壞壞萌的女僕，在奈古美失意之時鼓勵她。在愛美對野獸樂園集團宣戰時，她跟奈古美義結金蘭，並將情報泄露給盡豬盡美和警方，因此她被愛美追殺而死，死前勸告奈古美要堅持自己的女僕之道。
凪（聲：皆川純子）
野獸樂園集團的代表。真名“渦子”。爲人冷酷無情，心狠手辣，强調所有女僕必須要向集團盡忠，也不容許失敗。在過去的“侍女茶館”時期為美千代店長收養的孤兒並作爲接班人而培育，並跟嵐子是結拜姊妹，但後來兩人因爲茶館繼續專守防衛還是主動出擊的問題上意見不合而決裂，也見證茶館的店長美千代被殺的事件。她覺得美千代的死是因爲嵐子反對先發制人而導致的，但事實上是她爲了阻止美千代放棄暴力改走鴿派路綫而策劃的篡權奪位之陰謀。凪最後在盡豬盡美的決戰時槍擊奈古美後，被殺死嵐子的女僕一槍爆頭再加御徒町自製的竹槍刺穿心臟而死。
愛美（聲：内藤千晶）
外號「赤紅超新星」，女僕星人集團的鷹派，出獄後因為受不了集團內的鴿派的軟弱行為，使用暴力讓自己當上集團的代表，並下令殲滅「盡豬盡美」，但以失敗收場，最後還遭到鴿派的背叛，被連開多槍倒地身亡，屍體被裝入鐵桶丟到東京灣。
末廣（聲：諏訪部順一）
盡豬盡美的常客，也是唯一讓嵐子感到喜歡的人，心儀嵐子並希望和她私奔到北海道。他的真正身份是職業殺手，15年前在御徒町殺死侍女茶館店長後，試圖將她滅口但失手。後來他受凪的指示去暗殺嵐子，但因為對她動情而決定金盆洗手，便放棄刺殺嵐子的任務，卻在赴會途中被御徒町殺死。
拉麵師傅（聲：小山剛志）
盡豬盡美樓下的拉麵店“怒羅磨”的店主，雖然表面上是賣拉麵的，但在暗地裏做軍火販賣，為盡豬盡美的女僕們提供武器彈藥。
他認識過去的嵐子和凪（渦子），也知道當年所發生的事情。
在凪發動殲滅盡豬盡美的作戰前勸告他盡快離開這裏，但師傅的一句“我以爲你會與嵐子一起過來吃我做的拉麵”而刺激了凪並將他槍殺。

## 製作
Cygames與P.A.WORKS於2022年6月24日宣布正在製作《秋葉原冥途戰爭》，並公開視覺圖、宣傳影片、工作人員及主要角色配音名單，同年8月25日公布完整宣傳影片，在該影片中有許多對白遭到消音，也有畫面被打上馬賽克。

### 制作人员
- 原作：獸亂土经营战略室
- 導演：增井壮一
- 系列构成：比企能博
- 角色设计、总作画监督：仁井学
- 美术监督：
- 美术设定：伊良波理沙
- 色彩设计：中野尚美
- 道具设定：入江健司、锅田香代子
- 摄影监督：石黑瑠美
- 3D监督：小川耕平
- 特殊效果：村上正博
- 剪辑：高桥步
- 音响监督：饭田里树
- 音响制作：dugout
- 音乐：池赖广
- 音乐制作：Cygames
- 制作人：竹中信广、林昌伸、姚迪、新井皐太、辻充仁、外川明宏、北泽史隆、奥永祥正、中出哲史
- 动画制作人：桥本真英
- 动画制作：P.A.WORKS
- 制作：“秋葉原冥途戰爭”製作委員會[4][5]

## 主題曲
片頭曲
作詞：SHIBU、野獸樂園經營戰略室，作曲、編曲：SHIBU，主唱：盡豬盡美全體員工（近藤玲奈、佐藤利奈、田中美海、黑澤朋世、高垣彩陽、Jenya）
片尾曲
作詞、主曲、編曲：磯崎健史，主唱：萬年嵐子（佐藤利奈）（第1話－第11話）、和平奈古美（近藤玲奈）（第12話）
第1－4話，第6-12話片尾曲
片尾曲
作詞：nobara kaede，作詞、編曲：川埼智哉，主唱：萬年嵐子（佐藤利奈）
第5話片尾曲
插曲（第1話）
作詞：nobara kaede，作詞、編曲：加藤裕介，主唱：柊結夢（田中美海）

## 劇集列表
| 集數 | 標題                                    | 分鏡                 | 編劇       | 演出                                       | 作畫監督 | 首播日期       |
| --- | --------------------------------------- | -------------------- | ---------- | ------------------------------------------ | --- | -------------- |
| 1 | 哼起來！今天起成為秋葉原的女僕新人 （） | 增井壯一             | 比企能博   | 太田知章                                   | 大東百合惠、入江健司、鈴木理沙、杉光登、前田義宏、齊藤佳子、宮原拓也                                                                         | 2022年10月7日  |
| 1985年，一位年長的女僕在秋葉原遭到敵對的同業女僕槍殺。到了1999年，秋葉原街上女僕咖啡廳林立且競爭激烈，17歲的和平奈古美來到東京，和35歲的萬年嵐子一起成為以豬圈為主題的女僕咖啡廳「盡豬盡美」的新人女僕，儘管她充滿熱情，但因缺乏經驗而給其他女僕造成麻煩。突然一位御宅族打扮的催債人（配音：內山昂輝）出現，向店長收取組織「野獸樂園集團」的保護費，擠不出保護費的店長派奈古美送信到競爭對手「剪剪手月兔」店裡，而嵐子也隨她前往。兩人吃過樓下的拉麵後抵達剪剪手月兔，並發現這封信實際上是戰帖，嵐子用她從拉麵師傅大将（配音：小山剛志）那裡取得的槍射殺剪剪手月兔的當家女僕（配音：竹达彩奈），並在和奈古美逃跑時將餘下女僕盡數槍殺。兩人回到盡豬盡美，內心受創的奈古美打算逃離這個凶險之地，但嵐子鎖上臥室的門，表示兩人是室友，讓奈古美無處可逃。 |                                         |                      |            |                                            | |                |
| 2 | 賭博萌愛錄 夢千 （）                    | 增井壯一             |            | 佐佐木勅嘉                                 | 水野紗世、宮崎司、鍋田香代子 | 2022年10月14日 |
| 對火拼餘悸猶存的奈古美在發傳單時顯得心不在焉，她結識了「侵略咖啡壞壞萌」的女僕涅蘆拉（配音：石見舞菜香），正當她被對方激勵、試圖繼續工作時，店裡卻面存亡危機。原來店長為了繳交保護費而將店面抵押給地下錢莊，並在債主建議下拿借款到賭場試圖翻盤。在輸個精光後，店長帶著眾人拿店內的營業額回到賭場做最後一搏，眾人接連輸光籌碼，身為最後希望的夢千儘管識破荷官（配音：小松未可子）的作弊手段，卻依然落敗。地下錢莊兼賭場老闆（配音：斧篤志）出面準備將她們賣掉，卻遭嵐子一槍擊斃，就此引發槍戰，最後嵐子把賭場炸毀，使欠款一筆勾銷。 |                                         |                      |            |                                            | |                |
| 3 | 來自西伯利亞的刺客 搏擊場上的感謝 （）  | 橋本昌和             | 日高勝郎   | 熨斗谷充孝                                 | 宮崎司、三好有香、矢野康平、鍋田香代子、野口征恒                                                                                             | 2022年10月21日 |
| 公仔商人木島（配音：真殿光昭）向秋葉原的平（配音：生天目仁美）小姐推銷罕見的動畫公仔贗品，與此同時，野獸樂園集團決定派嵐子到平名下的搏擊場打假拳，然而嵐子卻不懂得放水，平一氣之下槍殺木島。為保全性命，店長發誓會讓嵐子打進決賽並在最後一回合放水。嵐子在決賽對上平的部下，來自俄羅斯的卓婭，她徹底防守了11個回合，但當卓婭因為認為嵐子不可愛而汙辱她不是真正的女僕時，她決心反擊並在第12回合擊敗卓婭。在平報復之前，木島的手下找到嵐子留下的便條，並得知木島被平殺害，平被木岛的手下打死。次日，卓婭成了盡豬盡美的新女僕。 |                                         |                      |            |                                            | |                |
| 4 | 實錄 豬豬們的調教師噗 （）              | 增井壯一             | 比企能博   | 市村徹夫                                   | 鍋田香代子、稻熊一晃、、、高橋陸斗、北條真純、梅田貴嗣、市原圭子                                                                             | 2022年10月28日 |
| 野獸樂園集團派調教師佐野（配音：小林優）到盡豬盡美訓練女僕，同時將店長和御徒町開除，通過測驗的條件是每人達到十萬元業績。起初嚴格的訓練讓女僕們吃不消，在佐野以身作則並曉以大義後，女僕們明白自己必須為組織效忠，依然受不了訓練的尾尾本想徹夜逃跑，但她還是重回訓練並達成業績。雖然全店女僕達成目標，但風氣令客人感到害怕，尾尾便找回店長，使店內風氣故態復萌，並宣稱成為女僕是為了苦中作樂。佐野發現自己調教失敗後落荒而逃。 |                                         |                      |            |                                            | |                |
| 5 | 深陷紅潮 三十六歲的生日會 （）          | 許琮                 | 日高勝郎   | 太田知章                                   | 水野紗世、小野和美、吉田肇、Lee Min bae、Shim Min hyeon                                                                                      | 2022年11月4日  |
| 為了增加店面收入，奈古美採納涅蘆拉的建議，舉辦嵐子的36歲生日活動以招攬客人，然而她和嵐子到同盟店家「羊羊女僕」尋求協助時，卻遭該店同时举行生日活動的頭牌女僕薰子（配音：小倉唯）嘲諷，還被投入番茄汁池中瀕臨溺死。所幸盡豬盡美的其他女僕及時趕到，摧毀羊羊女僕後將兩人救出，並拿走店内當日所有營收。雖然錯過活動，但盡豬盡美還是為嵐子舉辦了生日會。 |                                         |                      |            |                                            | |                |
| 6 | 血染結義酒 紅球棒之暴行 （）            | 許琮                 | 米内山陽子 | 村山靖                                     | 飯飼一幸、山村俊了、片岡惠美子、Park ji seung、迫江沙羅、松下純子、鰻重子、rere、Cerberus、Suwarin Promjutikanon、Chotanan Pipobworachai     | 2022年11月11日 |
| 武鬥派女僕愛美（配音：內藤千晶）出獄後，為了替剪剪手月兔報仇，以暴力脅迫自己所屬的女僕星人集團向野獸樂園集團宣戰。兩大集團可能開戰的消息傳出後，分屬兩方陣營的奈古美和涅蘆拉不想為敵，兩人便共吃一碗拉麵，義結金蘭。涅蘆拉暗中提供情報，令盡豬盡美做好準備，愛美發現有內鬼後決議暫緩開戰並清理門戶。涅蘆拉知道自己身陷絕境後四處逃亡，但她卻被愛美攔截，在決鬥中落敗而死，並在死前希望奈古美能堅持自己的女僕之道。 |                                         |                      |            |                                            | |                |
| 7 | 野獸抗爭史 秋葉外星生命体血戰 （）      | 佐佐木勅嘉、增井壯一 | 米内山陽子 | 佐佐木達也                                 | 宮崎司、三好有香、鈴木理沙、杉光登、小野和美、稲熊一晃、野田友美                                                                             | 2022年11月18日 |
| 在涅蘆拉被殺後，奈古美離開了盡豬盡美，兩個星期後，嵐子發現奈古美在忍者咖啡廳裡打工，並得知她無意再繼續當女僕。嵐子將此事轉告涅蘆拉的粉絲，粉絲們將遺照交給奈古美，勸她繼續當女僕，而拉麵師傅也告誡她必須做出改變。愛美帶著大隊人馬襲擊盡豬盡美，令盡豬盡美陷入苦戰，奈古美趕來支援，利用在忍者咖啡廳所學的忍術幫盡豬盡美扳回劣勢，奈古美還徒手打倒愛美，但因爲要堅守自己不殺人的原則而放過她，愛美敗逃回女僕星人的總部求援，卻被幹部們亂槍射死。失去鷹派的女僕星人集團遭野獸樂園集團併吞，女僕戰爭就此畫上句號。 |                                         |                      |            |                                            | |                |
| 8 | 血染的白球 榮光歸於你 （）              | 坂田純一             | 日高勝郎   | 佐佐木勅嘉                                 | 矢野康平、鍋田香代子、野田友美、Lee Min bae、Shim Min hyeon                                                                                  | 2022年11月25日 |
| 女僕星人集團在被併吞後，成為以墨西哥鈍口螈為形象的女僕，並經營「心心念動物咖啡螈螈」。為了悼念愛美並促進集團和睦，野獸樂園集團首領凪命令盡豬盡美和螈螈進行棒球友誼賽。奈古美不希望訴諸暴力，雖然球賽很快就變成鬥毆，但奈古美的運動家精神逐漸感染雙方隊員，使得螈螈因為內部糾紛而死了兩個人後，仍然堅持繼續比賽。盡豬盡美獲得球賽勝利後，凪找嵐子敘舊，要求她重歸武鬥派行列，為集團而戰。 |                                         |                      |            |                                            | |                |
| 9 | 秋葉原生態系統大亂奏 女僕登萌神 （）    | 許琮                 | 米内山陽子 | 内堀雅人                                   | 上野卓志、高妻匠、諸冨直也、モリタユーシ、冨谷美香                                                                                           | 2022年12月2日  |
| 在一年一度的秋葉原女僕節，為了確保凪的直營店「閃閃獅」在登萌神活動中得勝，催債人嚴格要求各分店執行章程，否則就絕緣處分。盡豬盡美在活動中叫賣，因此和其他同盟店起了衝突，她們不想在節日中惹是生非，唯有忍辱向對方下跪道歉，然後決定在登萌神活動中以下犯上一雪前恥。她們不顧章程，和閃閃獅成員拳腳相向，最終奈古美獲得勝利，破壞了秋葉原的生態系統。在假裝表揚奈古美後，凪隨即將催債人處決。 |                                         |                      |            |                                            | |                |
| 10 | 此生為女僕 電器街潸然淚雨 （）          | 市村徹夫             | 小森さじ   | 市村徹夫                                   | 水野紗世、宮崎司、三好有香、矢野康平、杉光登、鍋田香代子、大東百合惠、鈴木理沙、北條真純、中山みゆき、高橋陸斗、稻熊一晃、佐藤好、合田真さ美 | 2022年12月9日  |
| 盡豬盡美的常客末廣對嵐子展開追求，雖然這樣有違女僕不能與主人交往的鐵則，但盡豬盡美的女僕們也支持兩人。末廣深情地傾訴對嵐子的愛意，並邀她一同私奔到北海道，兩人道別後，御徒町出現在嵐子面前，透露自己曾在15年前奉命行刺嵐子的店長美千代，之後遭到心儀的末廣背叛，便穿上貓熊布偶裝躲避追殺。雖然御徒町警告嵐子不能赴約，嵐子仍然隻身前往，而末廣卻在赴約途中被御徒町槍殺。嵐子回到盡豬盡美，御徒町告訴嵐子15年前下令殺死美千代、以及此次下令殺嵐子的人都是凪。 |                                         |                      |            |                                            | |                |
| 11 | 沒有萌的戰爭 （）                       | 許琮                 | 比企能博   | なかがわあつし                             | 鈴木悠介、冨谷美香、藤本雄一郎、藤優子、宮崎輝、よっけ、重国勇二、高妻匠、諸冨直也                                                           | 2022年12月15日 |
| 雖然盡豬盡美因為在登萌神活動勝出而生意興隆，卻因違反集團指示，被集團下達絕緣狀，店面也遭到集團加盟店的女僕恐嚇。爲了保住店子，夢千等人到閃閃獅聲東擊西，奈古美和嵐子則到集團總部和凪談判。凪挾持奈古美，逼嵐子當自己的幹部，否則就毀掉盡豬盡美，嵐子下跪求情，令凪想起了當年追隨美千代的歲月。凪取消了絕緣狀，代價是必須交出十倍的紅包，盡豬盡美得以保全。然而某一日，嵐子在街上遭到偷襲，並在奈古美的懷中逝去。 |                                         |                      |            |                                            | |                |
| 12 | 萌之終末 （）                           | 増井壯一             | 比企能博   | 太田知章、佐佐木勅嘉、熨斗谷充孝、橋本昌和 | 宮崎司、水野紗世、鍋田香代子、大東百合恵、鈴木理沙、小野和美、酒井美佳、稲熊一晃、三浦菜奈                                                   | 2022年12月22日 |
| 野獸樂園集團逮到殺害嵐子的兇手，兇手是剪剪手月兔的女僕（配音：鈴木愛奈），但凪沒有殺她，而是利用她的復仇動機來作為戰爭導火線。四處尋找兇手下落的奈古美逐漸陷入瘋狂，她因恐嚇牛女僕（配音：富田美憂）供出實情，事後遭牛女僕報復，幸運脫困後的奈古美想起和嵐子相處的時光，她決定和夥伴共同守護盡豬盡美。凪在率領手下攻入盡豬盡美時，店裡的女僕們盡全力為她們獻上最好的服務，奈古美雖忍住被凪槍傷的疼痛繼續表演，卻還是無法平息凪的怒火，之后凪向奈古美连开数枪，而剪剪手月兔女僕當機立斷擊斃了凪，御徒町也补了一箭竹枪，當場替奈古美報仇。十多年後，秋葉原已是一片祥和，在當地的女僕咖啡廳「新盡豬盡美」裡，坐著輪椅的36歲女僕奈古美充滿笑容地為主人服務。                                                                                             |                                         |                      |            |                                            | |                |

## 播映电视台
日本深夜動畫：下文記載的日本国内播放時間使用日本標準時間（UTC+9）表示。因為部分時間标识會採用30小时制，因此請留意这类超过24:00的时间，其實際播放時間為翌日清晨。
| 播放日期                | 播放时间             | 播放电视台 | 播放地区 | 备注         |
| ----------------------- | -------------------- | ---------- | -------- | ------------ |
| 2022年10月6日－12月22日 | 星期四 24:00~24:30   | TOKYO MX   | 东京都   | 参与制作     |
| 2022年10月6日－12月22日 | 星期四 24:00~24:30   | BS11       | 日本全国 | 广播卫星播放 |
| 2022年10月6日－12月22日 | 星期四 24:00~24:30   | 京都放送   | 京都府   |              |
| 2022年10月6日－12月22日 | 星期四 24:00~24:30   | SUN電視台  | 兵库县   |              |
| 2022年10月7日－         | 星期五 21:30 - 22:00 | AT-X       | 日本全国 | 通信卫星播放 |

| 播映國家＆地區   | 播映平台 | 播映日期                | 播映時間              | 備註  |
| ---------------- | -------- | ----------------------- | --------------------- | ----- |
| 香港、澳門、臺灣 | bilibili | 2022年10月6日－12月22日 | 星期四 23:00（UTC+8） | [ 8 ] |

## 注脚
1. ↑  直譯為「女僕的拳頭和胰臟的價值」

## 外部連結
- 官方网站（日語）
- 秋葉原冥途戰爭的X（前Twitter）（日語）